# 1 500 mètres féminin aux championnats du monde d'athlétisme 2009
Navigation
Osaka 2007 Daegu 2011
L'épreuve du 1 500 mètres féminin des championnats du monde de 2009 s'est déroulée les 15, 17 et 19 août 2009 dans le Stade olympique de Berlin. elle est remportée par la Bahreïnienne Maryam Yusuf Jamal.

## Critères de qualification
Pour se qualifier (minima A), il faut avoir réalisé moins de 4 min 6 s 00 du 1er janvier 2008 au 3 août 2009. Le minima B est de 4 min 9 s 00.

## Résultats

### Finale
| Rang               | Athlète                | Nationalité | Temps         |
| ------------------ | ---------------------- | ----------- | ------------- |
| Médaille d'or      | Maryam Yusuf Jamal     | Bahreïn     | 4 min 03 s 74 |
| Médaille d'argent  | Lisa Dobriskey         | Royaume-Uni | 4 min 03 s 75 |
| Médaille de bronze | Shannon Rowbury        | États-Unis  | 4 min 04 s 18 |
| 4                  | Nuria Fernández        | Espagne     | 4 min 04 s 91 |
| 5                  | Christin Wurth-Thomas  | États-Unis  | 4 min 05 s 21 |
| 6                  | Anna Willard           | États-Unis  | 4 min 06 s 19 |
| 7                  | Lidia Chojecka         | Pologne     | 4 min 07 s 17 |
| 8                  | Kalkidan Gezahegne     | Éthiopie    | 4 min 08 s 81 |
| 9                  | Gelete Burka           | Éthiopie    | 4 min 11 s 21 |
| —                  | Natalya Evdokimova     | Russie      | DQ            |
|                    | Natalia Rodríguez      | Espagne     | DQ            |
|                    | Mariem Alaoui Selsouli | Maroc       | DQ            |

### Demi-finales
| Rang | Athlète                | Nationalité | Temps           |
| ---- | ---------------------- | ----------- | --------------- |
| 1    | Maryam Yusuf Jamal     | Bahreïn     | 4 min 03 s 64 Q |
| 2    | Natalia Rodríguez      | Espagne     | 4 min 03 s 73 Q |
| 3    | Lisa Dobriskey         | Royaume-Uni | 4 min 03 s 83 Q |
| 4    | Christin Wurth-Thomas  | États-Unis  | 4 min 04 s 16 Q |
| 5    | Kalkidan Gezahegne     | Éthiopie    | 4 min 04 s 75 Q |
| —    | Natalya Evdokimova     | Russie      | DQ              |
|      | Lidia Chojecka         | Pologne     | 4 min 06 s 53 q |
| 7    | Viola Jelagat Kibiwot  | Kenya       | 4 min 06 s 88   |
| 8    | Iris Fuentes-Pila (en) | Espagne     | 4 min 07 s 10   |
| 9    | Sonja Roman            | Slovénie    | 4 min 07 s 10   |
| 10   | Btissam Lakhouad       | Maroc       | 4 min 08 s 72   |
| 11   | Anna Mishchenko        | Ukraine     | 4 min 11 s 02   |
| 12   | Irina Krakoviak (en)   | Lituanie    | 4 min 12 s 54   |

| Rang | Athlète                | Nationalité      | Temps           |
| ---- | ---------------------- | ---------------- | --------------- |
| 1    | Gelete Burka           | Éthiopie         | 4 min 10 s 19 Q |
| —    | Mariem Alaoui Selsouli | Maroc            | DQ              |
| 2    | Anna Willard           | États-Unis       | 4 min 10 s 47 Q |
| 3    | Shannon Rowbury        | États-Unis       | 4 min 10 s 51 Q |
| 4    | Nuria Fernández        | Espagne          | 4 min 10 s 64 Q |
| 5    | Nikki Hamblin          | Nouvelle-Zélande | 4 min 10 s 96   |
| 6    | Nancy Jebet Langat     | Kenya            | 4 min 11 s 10   |
| 7    | Hind Dehiba            | France           | 4 min 11 s 22   |
| 8    | Sylwia Ejdys           | Pologne          | 4 min 11 s 33   |
| —    | Anna Alminova          | Russie           | DQ              |
| 9    | Mimi Belete            | Bahreïn          | 4 min 13 s 30   |
| -    | Iryna Lishchynska      | Ukraine          | DNF             |
| -    | Meskerem Assefa        | Éthiopie         | DNS             |

### Séries
| Rang | Athlète                | Nationalité | Temps              |
| ---- | ---------------------- | ----------- | ------------------ |
| 1    | Maryam Yusuf Jamal     | Bahreïn     | 4 min 08 s 76 Q    |
| 2    | Nuria Fernández        | Espagne     | 4 min 08 s 79 Q    |
| 3    | Meskerem Assefa        | Éthiopie    | 4 min 08 s 86 Q    |
| —    | Mariem Alaoui Selsouli | Maroc       | DQ                 |
| 4    | Iryna Lishchynska      | Ukraine     | 4 min 08 s 95 Q    |
| 5    | Irina Krakoviak (en)   | Lituanie    | 4 min 08 s 96 Q    |
| 6    | Viola Jelagat Kibiwot  | Kenya       | 4 min 09 s 18 q    |
| 7    | Lidia Chojecka         | Pologne     | 4 min 09 s 38 q    |
| 8    | Oksana Zbrozhek        | Russie      | 4 min 09 s 84      |
| 9    | Charlene Thomas        | Royaume-Uni | 4 min 09 s 91      |
| 10   | Shannon Rowbury        | États-Unis  | 4 min 10 s 30 q    |
| 11   | Marina Muncan          | Serbie      | 4 min 15 s 18      |
| 12   | Eliane Saholinirina    | Madagascar  | 4 min 16 s 63      |
| 13   | Eva Pereira            | Cap-Vert    | 5 min 04 s 95 (PB) |

| Rang | Athlète            | Nationalité      | Temps              |
| ---- | ------------------ | ---------------- | ------------------ |
| 1    | Gelete Burka       | Éthiopie         | 4 min 07 s 75 Q    |
| 2    | Natalia Rodríguez  | Espagne          | 4 min 07 s 84 Q    |
| 3    | Lisa Dobriskey     | Royaume-Uni      | 4 min 07 s 90 Q    |
| —    | Natalya Evdokimova | Russie           | DQ (dopage)        |
| 4    | Anna Willard       | États-Unis       | 4 min 08 s 13 Q    |
| 5    | Btissam Lakhouad   | Maroc            | 4 min 08 s 21 Q    |
| 6    | Mimi Belete        | Bahreïn          | 4 min 08 s 36 q    |
| 7    | Nikki Hamblin      | Nouvelle-Zélande | 4 min 09 s 60 q    |
| 8    | Hind Dehiba        | France           | 4 min 11 s 41 q    |
| 9    | Tamara Tverdostup  | Ukraine          | 4 min 13 s 36      |
| —    | Alemitu Bekele     | Turquie          | DQ                 |
| 10   | Susan Kuijken      | Pays-Bas         | 4 min 18 s 10      |
| 11   | Irene Jelagat      | Kenya            | 4 min 27 s 36      |
| 12   | Aldy Villalobos    | Nicaragua        | 4 min 50 s 55 (PB) |

| Rang | Athlète                | Nationalité                      | Temps              |
| ---- | ---------------------- | -------------------------------- | ------------------ |
| —    | Anna Alminova          | Russie                           | DQ                 |
| 1    | Nancy Jebet Langat     | Kenya                            | 4 min 08 s 16 Q    |
| 2    | Kalkidan Gezahegne     | Éthiopie                         | 4 min 08 s 23 Q    |
| 3    | Christin Wurth-Thomas  | États-Unis                       | 4 min 08 s 23 Q    |
| 4    | Sylwia Ejdys           | Pologne                          | 4 min 08 s 59 Q    |
| 5    | Sonja Roman            | Slovénie                         | 4 min 08 s 65 Q    |
| 6    | Anna Mishchenko        | Ukraine                          | 4 min 09 s 26 q    |
| 7    | Iris Fuentes-Pila (en) | Espagne                          | 4 min 09 s 71 q    |
| 8    | Adrienne Herzog        | Pays-Bas                         | 4 min 10 s 10      |
| 9    | Siham Hilali           | Maroc                            | 4 min 10 s 57      |
| 10   | Deirdre Byrne          | Irlande                          | 4 min 12 s 19      |
| 11   | Stephanie Twell        | Royaume-Uni                      | 4 min 18 s 23      |
| 12   | Sladjana Pejovic       | Monténégro                       | 4 min 28 s 67      |
| 13   | Francine Nzilampa      | République démocratique du Congo | 4 min 30 s 56 (NR) |

## Légende
Records et Performances
- AR : Record continental (area record)
- CR : Record des championnats (championship record)
- MR : Record du meeting (meet record)
- NR : Record national (national record)
- OR : Record olympique (olympic record)
- PR : Record paralympique (paralympic record)
- PB : Record personnel (personal best)
- SB : Meilleure performance personnelle de la saison (season's best)
- WL : Meilleure performance mondiale de l'année (world leader)
- WJR : Record du monde junior (world junior record)
- WR : Record du monde (world record)

Circonstances et Conditions
- DNF : N'a pas terminé (did not finish)
- DNS : N'a pas pris le départ (did not start)
- DQ : Disqualification (disqualification)
- NM : Aucun essai valable enregistré (No Mark)
- Q : Qualifié « directement » au prochain tour (ou à la prochaine compétition), lors d'une compétition majeure, grâce au classement ou à la réalisation des minima (automatic qualifier)
- q : Qualifié au prochain tour (ou à la prochaine compétition), lors d'une compétition majeure, grâce au repêchage ou à la réalisation de l'une des meilleures performances parmi celles des « non qualifiés directement » (grâce au meilleur temps ou à la meilleure distance par exemple) (secondary qualifier)